# Piazza Pretoria

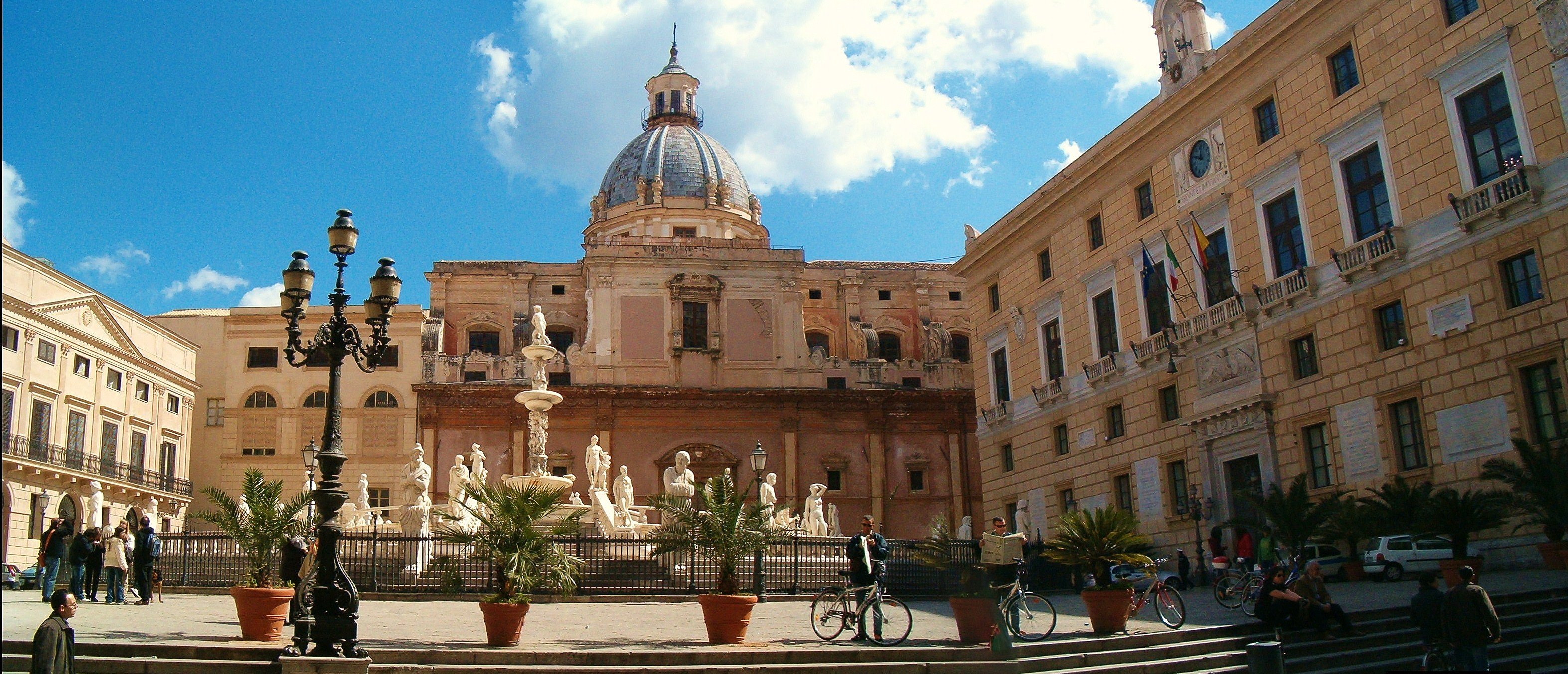
Piazza Pretoria (Palermo).

La Piazza Pretoria, llamada también Piazza della Vergogna es una plaza situada en el límite del barrio de la Kalsa, cerca del cruce del Cassaro con la Via Maqueda, a pocos metros de los Quattro Canti, centro exacto del centro histórico de Palermo, Italia.

## Historia
En 1573 el Senado de Palermo compró una fuente destinada inicialmente al Palazzo di San Clemente de Florencia, con la intención de colocarla en la plaza.
Para hacer espacio a la monumental fuente, concebida para un lugar abierto, se demolieron varias casas, y se adaptó al lugar con la adición de nuevas piezas. En 1581 se terminaron las obras de instalación de la fuente en la plaza.
Entre el siglo XVIII y 1860, la fuente se consideró la representación de la corrupción del ayuntamiento, y los palermitanos apodaron la plaza, también por las estatuas desnudas, Piazza della Vergogna (Plaza de la Vergüenza).

## Descripción
En el centro de la plaza está situada la Fontana Pretoria (1554), obra de Francesco Camilliani, que ocupa gran parte de la extensión de la plaza y la caracteriza.
Tres de los cuatro lados de la plaza están cerrados por edificios: el Palazzo Pretorio (sede del ayuntamiento) construido en el siglo XIV y remodelado en el siglo XIX, la iglesia de Santa Caterina (finales del siglo XVI), y dos palacios señoriales: Palazzo Bonocore y Palazzo Bordonaro. En el cuarto lado hay una escalinata que desciende a la Via Maqueda.

## Galería de imágenes

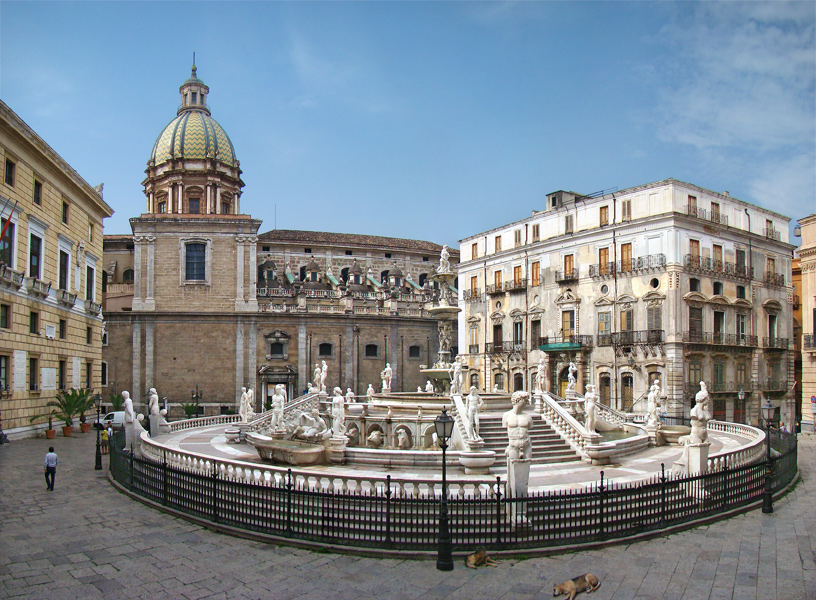
Vista global.
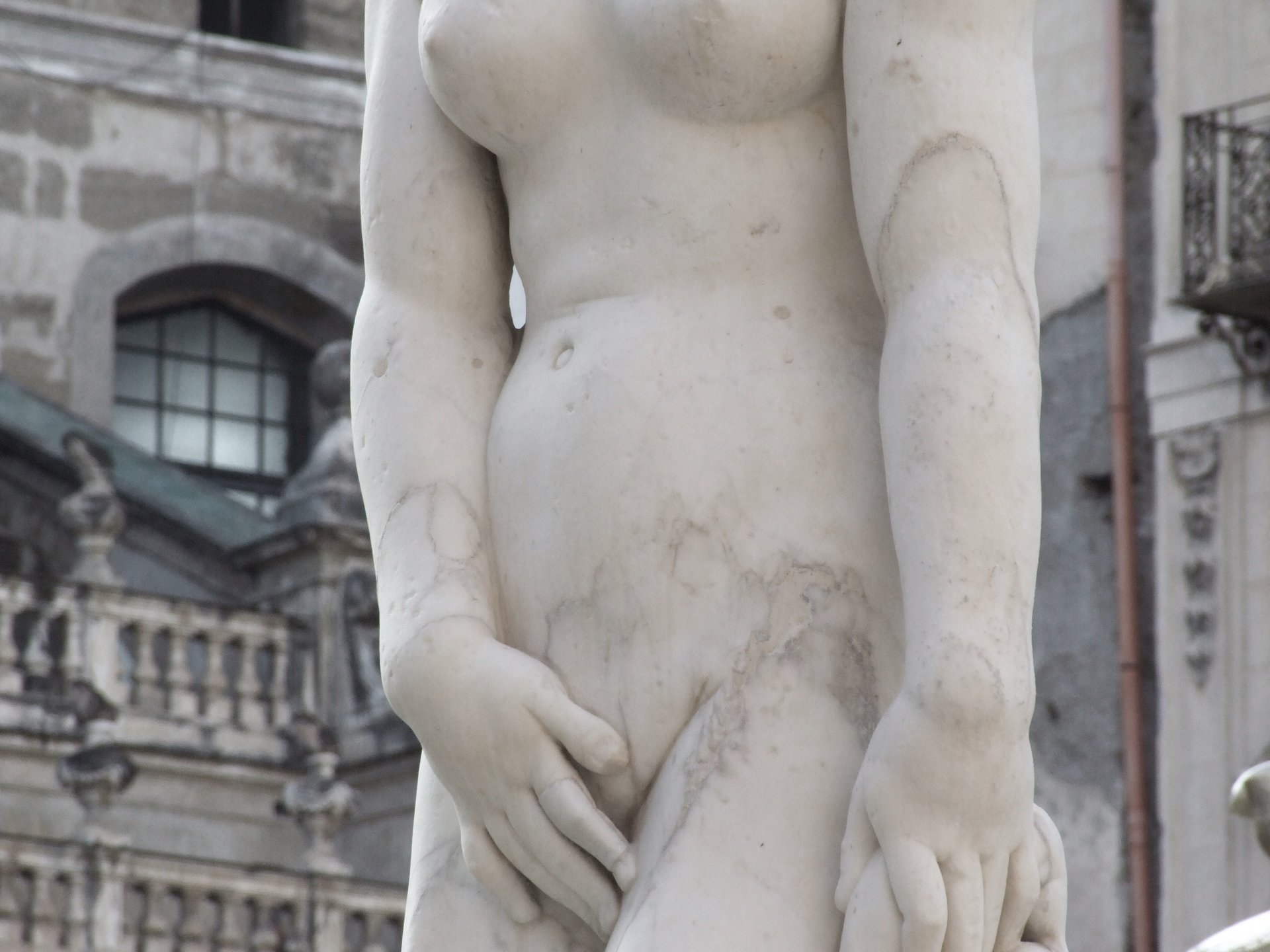
Detalle de la fuente.
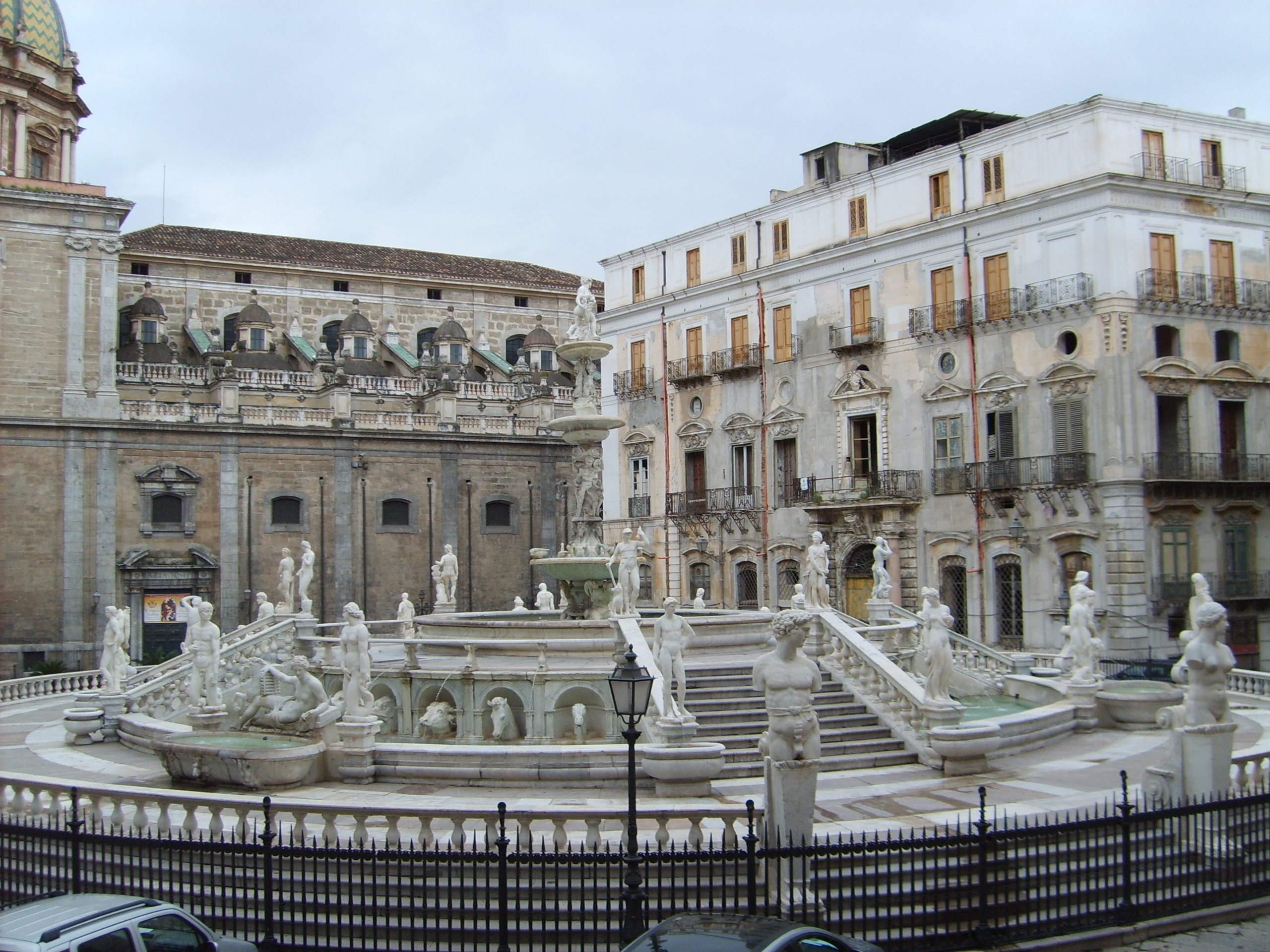
La fuente.
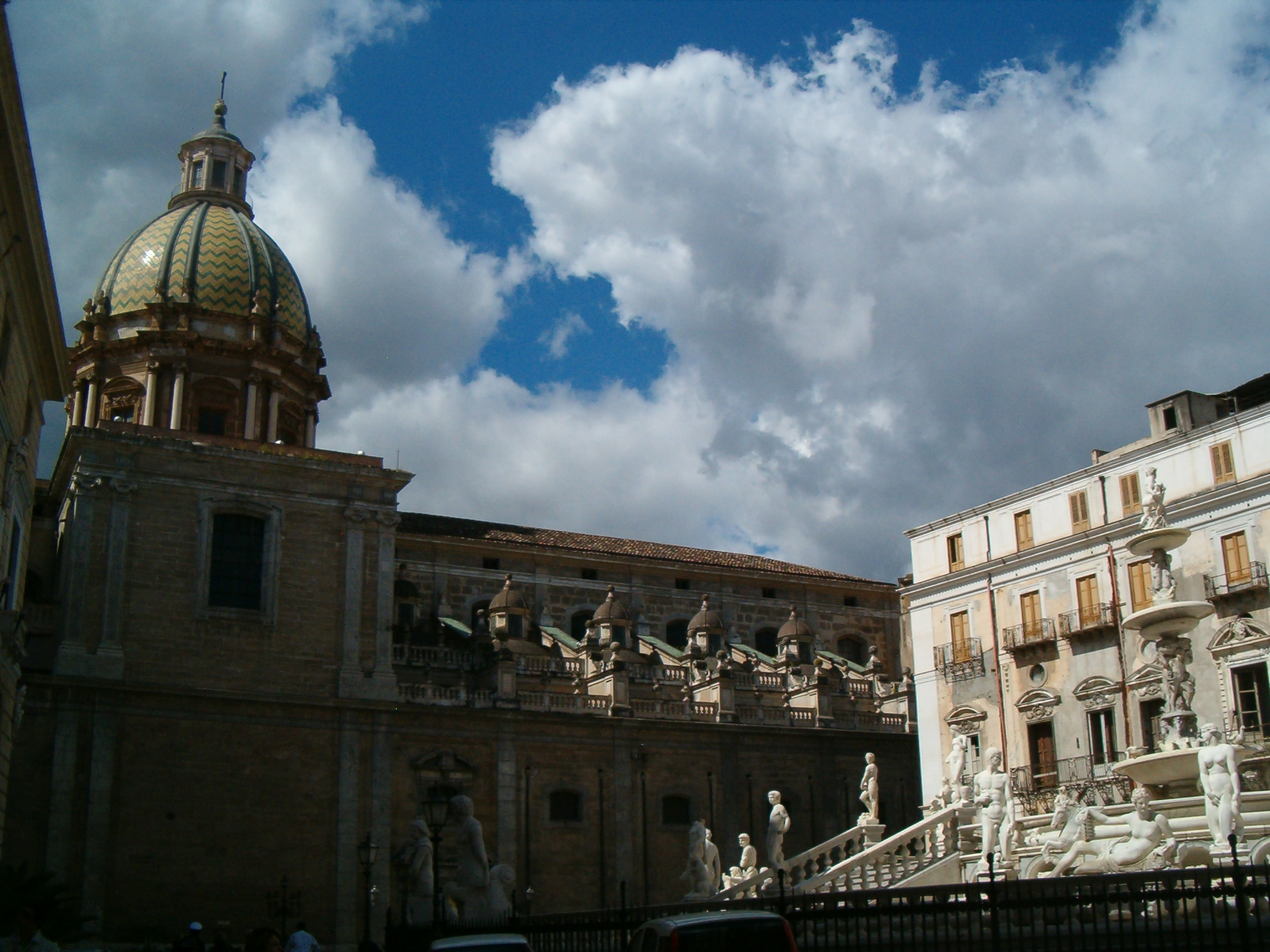
La plaza hacia la Via Maqueda.
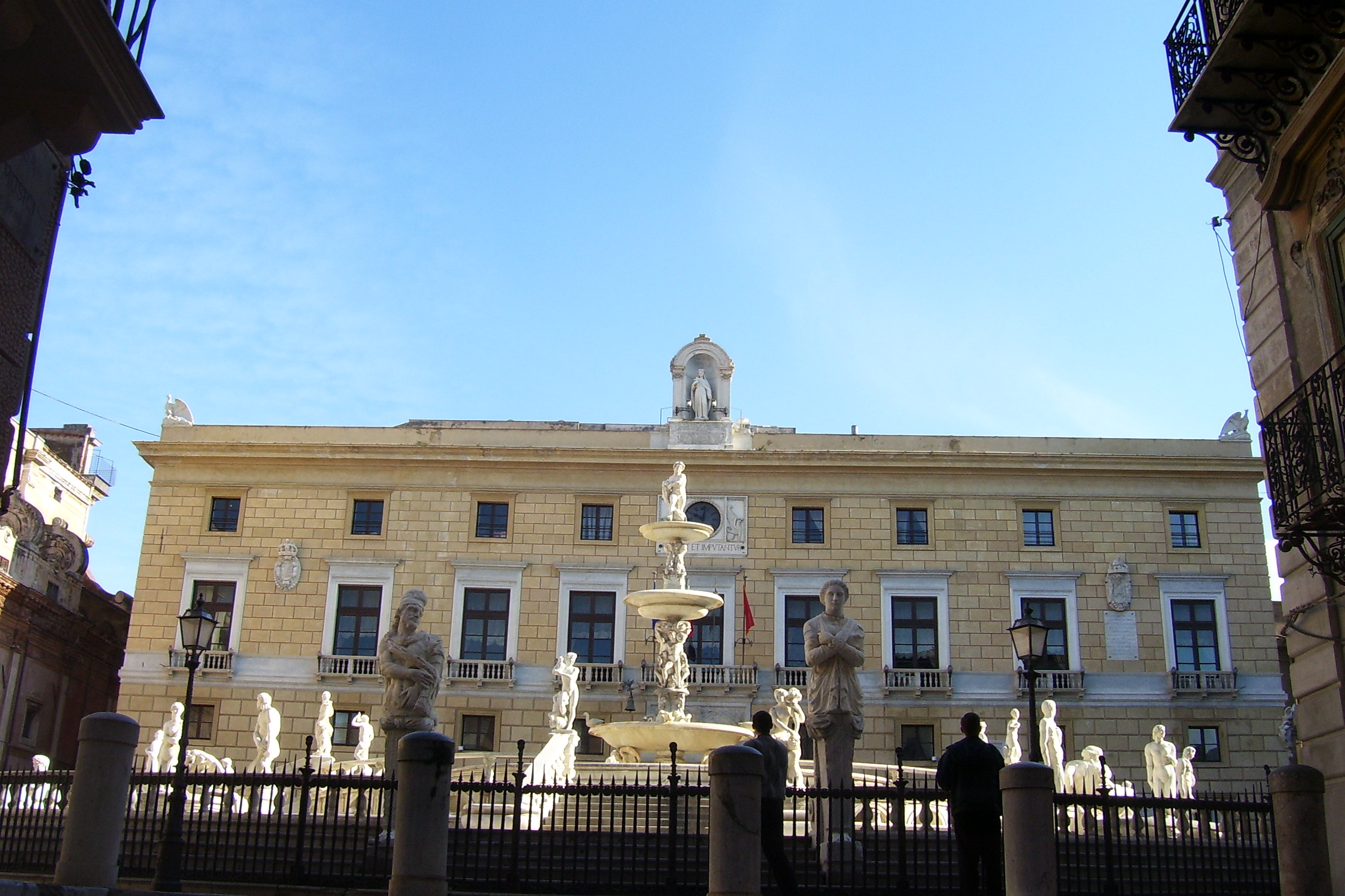
La plaza vista desde el Cassaro.
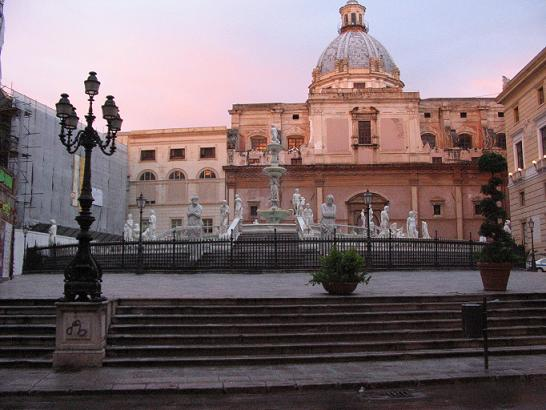
La plaza y la fuente vistas desde la Via Maqueda.
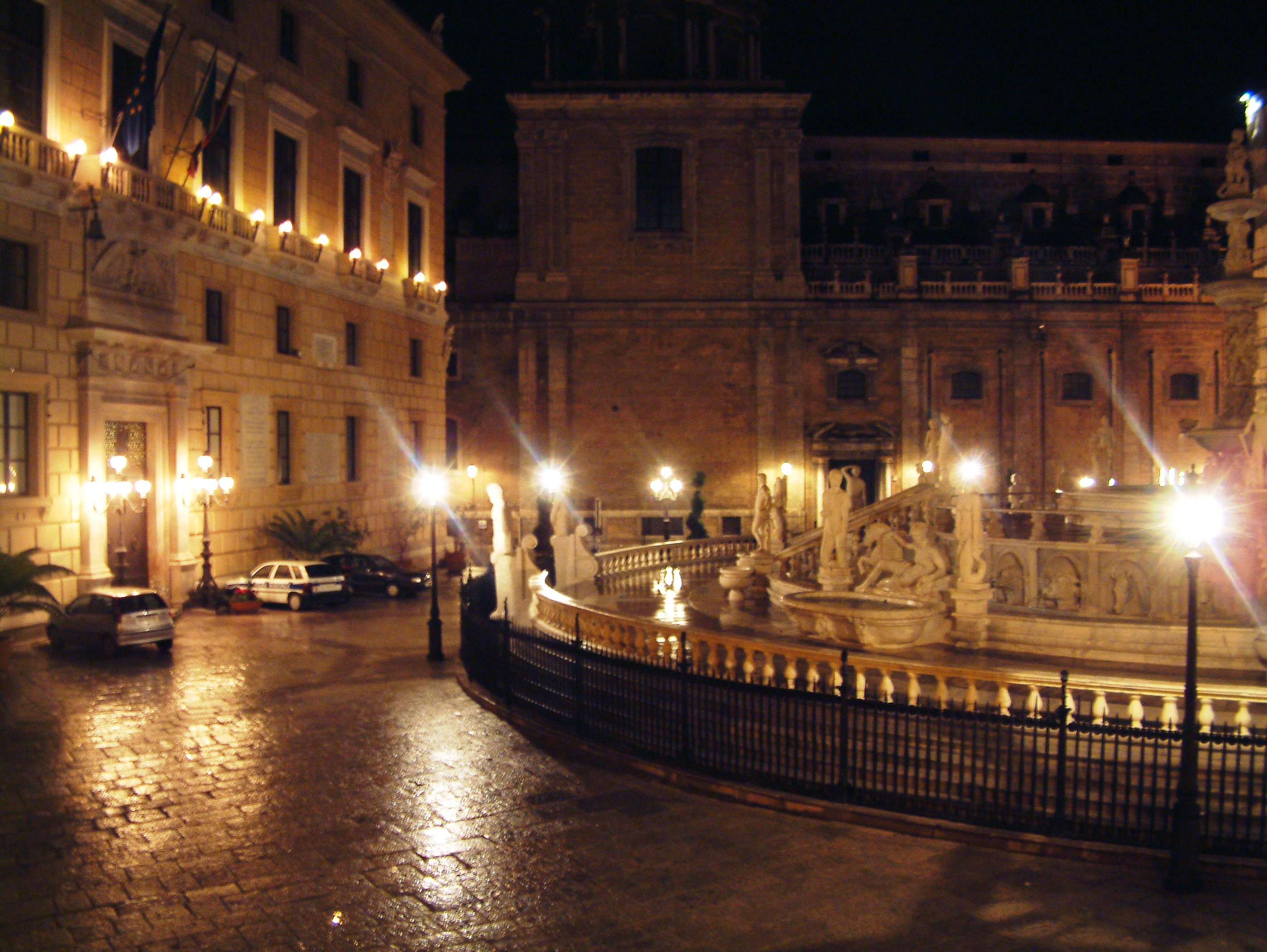
Vista nocturna hacia el Palazzo Pretorio y la Via Maqueda.
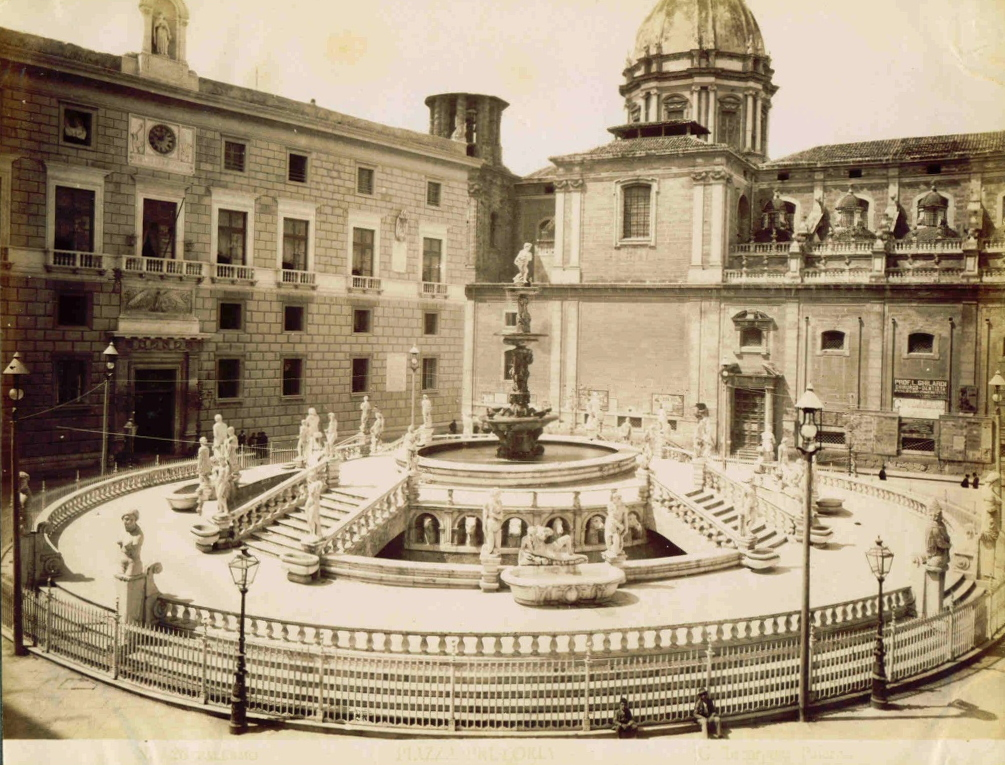
La plaza a principios del siglo XX.
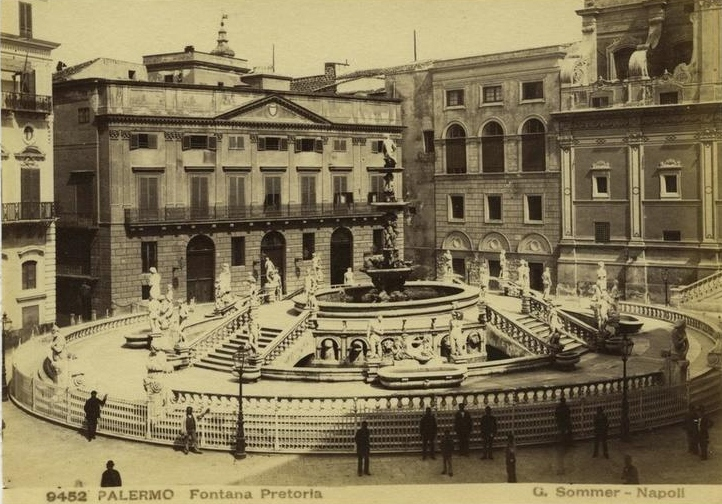
La plaza a finales del siglo XIX